# Breviraja
Breviraja ist eine Gattung aus der Familie der Echten Rochen (Rajidae), die im westlichen und im nördlichen Atlantik vorkommt. Diese Rochen sind recht klein und in tiefen Meeresgebieten beheimatet. 

## Merkmale
Diese Gattung ist gekennzeichnet durch einen weichen, flexiblen, schlanken und rhombenförmigen Körper. Die Ecken am Rand des Rumpfes sind meist eckig oder abgerundet. Die Schnauze ist stumpf zulaufend und charakteristisch weich, ihr Mund ist leicht gewölbt und bei manchen Arten groß, bei manchen jedoch klein. Ihre Zähne sind einzelne stumpfe Höcker, sie besitzen im Ober- und Unterkiefer 22 bis 36 Zähne. Ihre Schwanzlänge ist meist kürzer als ihre Rumpf breit ist. Je nach Art besitzen sie Dornen am Nacken und am Rücken, der Bauch besitzt meist keine Dornen. Der Rücken ist entweder einheitlich oder durch Flecken gezeichnet. Der Bauch der Tiere ist meist in der Farbe einheitlich, er kann weißlich bis dunkelbraun, purpur oder schwarz werden, an den Rändern kann die Färbung dunkler werden. Die größten Exemplare der Gattung erreichen eine Länge von ungefähr 175 Zentimetern.

## Arten
Derzeit gibt es sechs anerkannte Arten innerhalb dieser Gattung:
- Breviraja claramaculata McEachran & Matheson, 1985
- Breviraja colesi Bigelow & Schroeder, 1948
- Breviraja marklei McEachran & Miyake, 1987
- Breviraja mouldi McEachran & Matheson, 1995
- Breviraja nigriventralis McEachran & Matheson, 1985
- Breviraja spinosa Bigelow & Schroeder, 1950